# 卵管水腫
卵管水腫（らんかんすいしゅ、hydrosalpinx）とは卵管粘膜の癒着、卵管腔の閉塞が起こり、卵管腔に分泌液が貯留する病態。卵管水症とも呼ばれる。

## 原因
卵管炎からの移行、人為的失宜、先天的生殖器奇形。

## 症状、診断
卵管腔の癒着と閉塞、分泌液貯留、不妊が起こり、両側性の場合は受胎できない。卵胞嚢腫と誤診されることがある。

## 治療
有効な治療法は無い。